# 萊特斯福德 (印地安納州)
萊特斯福德（英語：Leiters Ford）是位於美國印地安納州富爾頓縣的一個非建制地區。該地的面積和人口皆未知。